# Theorycraft
Le theorycraft (ou theorycrafting, de l'anglais theory, « théorie » et craft, « artisanat ») est un terme se rapportant à l'analyse mathématique de la règle de jeu, habituellement dans les jeux vidéo, pour découvrir des stratégies et des tactiques optimales. Le terme theorycraft implique souvent l'analyse des systèmes cachés ou du code informatique du jeu sous-jacent afin de glaner des informations qui ne sont pas apparentes pendant le jeu normal.
Ce mot est dit provenir des joueurs de StarCraft qui ont créé ce mot-valise en combinant les termes « théorie des jeux » et « StarCraft ». Le theorycraft est similaire aux analyses effectuées dans les sports ou d'autres jeux[En quoi ?], tels que les sabermetrics au baseball.
Le theorycraft peut-être important dans les jeux multijoueurs, où les joueurs tentent d'acquérir un avantage concurrentiel en analysant les systèmes de jeu ; ce n'est cependant pas forcément toujours le plus essentiel pour atteindre un niveau professionnel. En conséquence, le theorycraft peut abaisser les barrières entre les joueurs et les concepteurs de jeux. Les concepteurs de jeux doivent considérer que les joueurs auront une compréhension globale des systèmes de jeu ; les joueurs peuvent influencer la conception en exploitant les systèmes de jeu et en découvrant des stratégies dominantes ou involontaires.